# StaZ
Die StaZ (ehemals StadtZeitung) war eine über Werbung finanzierte Wochenzeitung für den Wirtschaftsraum Augsburg, die sich seit ihrer Gründung im Jahre 1978 ausschließlich auf lokale Berichterstattung konzentrierte. Sie wurde jeden Samstag kostenlos in fünf verschiedenen Lokalausgaben mit einer Gesamtauflage von mehr als 555.000 Exemplaren herausgegeben. Am 30. Dezember 2022 erschien die letzte Ausgabe.
Berichtet wurde über Ereignisse aus der lokalen Politik und Wirtschaft sowie über Augsburger Themen. Ein Feuilleton war ebenfalls Teil des Inhalts. Dazu kamen Rubriken wie Immobilien, Stellenmarkt, Kleinanzeigen, Kfz-Markt, Kontaktanzeigen, Informationen aus den Pfarreien und Apothekennotdienste. Der Umfang der Zeitung variierte zwischen 20 und 40 Seiten.
Die Zeitung wurde von der StadtZeitung GmbH & Co. KG, ein Unternehmen der Mayer & Söhne Druck- und Mediengruppe, herausgegeben.

## Geschichte
Gegründet wurde die Zeitung im Jahr 1978 in Königsbrunn als Anzeigenblatt mit redaktioneller Lokalberichterstattung. Die erste Ausgabe der StadtZeitung erschien am 3. November 1978. Im Jahr 1981 wechselte sie den Eigentümer und wurde Teil der Mayer & Söhne Druck- und Mediengruppe. 1988 erfolgte der Umzug mit rund 20 Mitarbeitern von Königsbrunn nach Augsburg in die Eichleitnerstraße. 1993 wurde dann das „Medienhaus am Kö“ sowie das  Nachbargebäude bezogen. 2008 waren bei der StadtZeitung in Augsburg und in den Geschäftsstellen in Königsbrunn, Mering und Schwabmünchen etwa 70 fest angestellte Mitarbeiter beschäftigt. Zur Zeitung gehörten damals auch ein Reisebüro und ein Ticketservice.
Im Oktober 2016 verlagerte die StadtZeitung ihren Sitz in das Geschäftshaus Langenmantelstraße 14 unweit des Augsburger Plärrergeländes. Im gleichen Jahr startete auch das Projekt „LeserReporter“, bei dem sich Leser aktiv an der Berichterstattung beteiligen können. 2019 übergab die StadtZeitung über die Tochtergesellschaft Marketing- & Sales-Service Augsburg (kurz MSS-A) die Vermarktung an die Mediengruppe Pressedruck. Anfang 2021 wurde die StadtZeitung mit dem Kreis-Anzeiger im Landkreis Dillingen, dem Schwaben Echo im Landkreis Günzburg und der Sonntagszeitung im Landkreis Donau-Ries zur Dachmarke StaZ vereinigt. Im Dezember 2022 gab die StaZ bekannt, dass die Mediengruppe Pressedruck die Vermarktung der StadtZeitung aufgrund massiver Kostensteigerungen bei Energie und Papier sowie ständig erschwerter Rahmenbedingungen einstellt und ihre werbefinanzierten Wochenzeitungen neu ausrichtet.

## Verbreitungsgebiet
Nachfolgend werden die bis zur Einstellung bestehenden fünf Verbreitungsgebiete mit den zugehörigen Auflagen aufgelistet:
- Stadt und Landkreis Augsburg (230.564 Exemplare)
- Aichach (26.383 Exemplare)
- Donauwörth, Nördlingen, Dillingen, Wertingen (107.528 Exemplare)
- Günzburg, Krumbach, Senden, Illertissen (101.987 Exemplare)
- Neuburg, Landsberg, Mindelheim (89.852 Exemplare)